# Aleksandr Potiechin
Aleksandr Wiktorowicz Potiechin (ros. Александр Викторович Потехин, ur. 20 marca 1953 w Moskwie) – radziecki, następnie rosyjski kierowca wyścigowy.

## Kariera
W 1964 roku rozpoczął ściganie się w kartingu. W roku 1973 rozpoczął pracę w Biurze Projektowym Tupolewa, zaś pięć lat później podjął zatrudnienie jako mechanik w laboratorium MADI. W 1979 roku zadebiutował w Formule Easter, ścigając się Estonią 18M w zespole MADI. Rok później ścigał się Estonią 15M w mistrzostwach Sowieckiej Formuły 4. W sezonie 1981 zadebiutował Estonią 20 w Sowieckiej Formule 3, zajmując w klasyfikacji szóste miejsce. W roku 1982 zdobył wicemistrzostwo tej serii, a osiągnięcie to powtórzył w latach 1984–1985. W 1986 roku zdobył mistrzostwo Sowieckiej Formuły 3. Od 1987 roku startował Estonią 21M w Sowieckiej Formule Easter. W debiutanckim sezonie zdobył wicemistrzostwo, a rok później był piąty. W 1989 roku został włączony do drużyny radzieckiej w Pucharze Pokoju i Przyjaźni, zajmując w klasyfikacji trzecie miejsce, podobnie jak w krajowych mistrzostwach. W 1990 roku zdobył mistrzostwo Pucharu Pokoju i Przyjaźni. Debiutował wówczas w Radzieckiej Formule 1600, zdobywając tytuł; osiągnięcie to powtórzył w 1991 roku.
Po rozpadzie ZSRR kontynuował ściganie się. W 1994 i 1997 roku został mistrzem Rosji.